# Narcissus asturiensis
Narcissus asturiensis é uma espécie de planta com flor pertencente à família Amaryllidaceae. 
A autoridade científica da espécie é (Jord.) Pugsley, tendo sido publicada em Journ. Roy. Hort. Soc. 1933, lviii. 40.

## Portugal
Trata-se de uma espécie presente no território português, nomeadamente em Portugal Continental.
Em termos de naturalidade é endémica da Península Ibérica.

## Protecção
Encontra-se protegida por legislação portuguesa ou da Comunidade Europeia, nomeadamente pelo Anexo II e IV da Directiva Habitats.